# La muerte en la cultura gallega

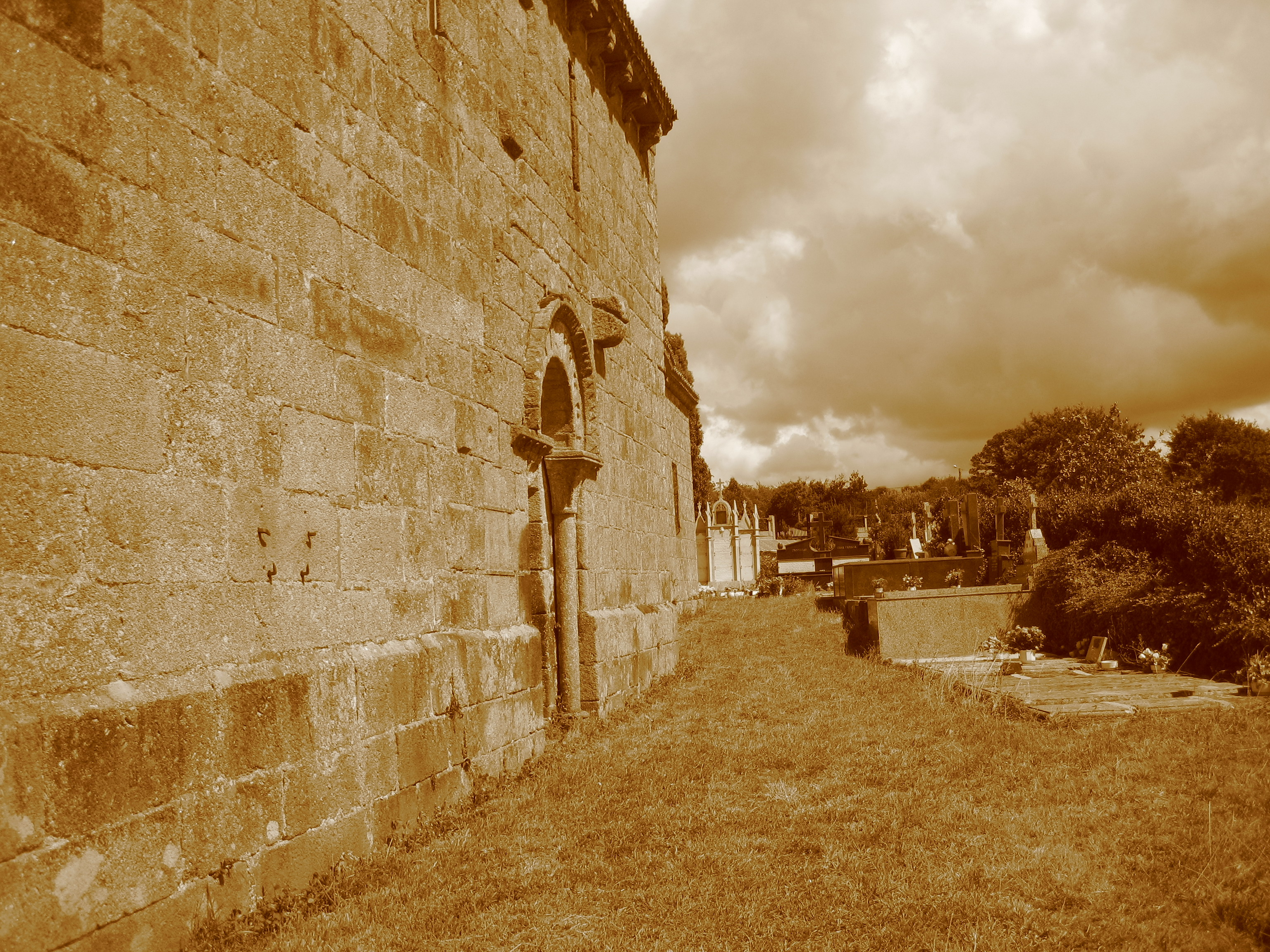
Cementerio en Taboada, Lugo.

La cultura gallega ha tenido desde siempre una estrecha relación con la muerte, considerando que, cuando alguien fallece, se crea una relación entre vivos y muertos que trasciende la dimensión terrenal.  La muerte se suele entender, desde un punto de vista biológico, como el momento en que un ser viviente deja de tener signos vitales. No obstante, cada cultura, a veces en relación con la religión predominante en el territorio, otorga una serie de valores espirituales que pueden ser vistos como creencias o supersticiones.

## La muerte en el medio rural
Existe toda una serie de creencias inherentes a la Galicia rural que no eran tan habituales en el ámbito urbano, debido a las supersticiones que las personas que habitaban en las aldeas gallegas poseían. En la Galicia más tradicional, la muerte era algo cotidiano que se esperaba como cualquier otro evento y para la que incluso hacían falta ciertos preparativos. Diversos autores gallegos, como Xosé Mariño Ferro, Vicente Risco o Castelao, escribieron en diversas ocasiones sobre las tradiciones relacionadas con la muerte en sus obras. Podemos inferir cinco fases o etapas en el proceso de muerte en la Galicia tradicional rural, cada una de ellas con toda una serie de supersticiones y creencias a su alrededor:
1. Augurios de muerte
2. Fallecimiento
3. Velatorio
4. Entierro
5. Lembranza (recuerdo)

## Augurios de muerte

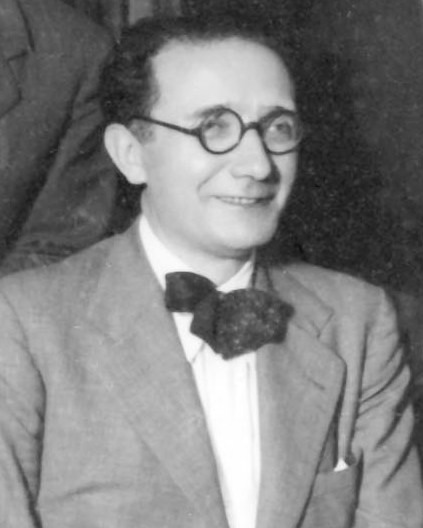
Alfonso Rodríguez Castelao (1886-1950), uno de los autores que recogió las diversas tradiciones en sus obras.

Una de las principales diferencias entre la concepción de la muerte en el mundo urbano y en el rural en Galicia es la preferencia de este último por una muerte más lenta y anunciada, que permite una cierta preparación espiritual y permite al difunto no dejar ningún tipo de asunto sin resolver. Esta distinción se relaciona con el concepto de morte morrida ("muerte muerta"), o muerte natural, la preferida por los campesinos, que consideraban una muerte conocida preferible a una muerte imprevisible. Lo habitual en Galicia era creer que la muerte, imprevisible o no, siempre avisa de su llegada de distintas maneras: o bien por la manifestación de presencias del más allá (como es el caso de la leyenda de la Santa Compaña), o bien por la percepción de distintas señales que se podían percibir en la aldea (el sonido de la campana sin que nadie la hiciese sonar, ver cómo se apaga un cirio en un funeral, o el olor a cera o aceite en un crucero o dentro de una casa). También era habitual la creencia en visitas de familiares emigrados nada más fallecer, que venían a despedirse una última vez. Una superstición común en algunas aldeas, como la de Arcos de Furcos, en Pontevedra, era que cuando moría un cura nacido en su parroquia, ese mismo año morirían otros doce vecinos.
Muchas de estas señales estaban relacionadas con los distintos animales que poblaban los alrededores de las aldeas gallegas, que podían transmitir diferentes tipos de avisos:
- el cuervo, por su color negro y por el hecho de ser carroñero, podía ser aviso de muerte cuando se le veía en algún camino que llevase a la casa. Era habitual gritarle a este animal el siguiente dicho: "Corvo agoireiro, vaite lixeiro, que nesta porta non hai carne morta" ("Cuervo agorero, vete ligero, que en esta puerta no hay carne muerta").[3]
- el canto del búho, de la lechuza o de otras aves nocturnas, cuyo sonido lúgubre recuerda a los lamentos del luto. El búho podía avisar de una muerte próxima cuando cantaba encima de la casa de alguien o en algún árbol cercano.
- una gallina que canta como un gallo. Se creía que las gallinas ya viejas cantaban como lo haría un gallo, por lo que su vejez estaría anunciando la muerte. Una creencia habitual era que este aviso podía evitarse si se mataba a la gallina inmediatamente, pues así la advertencia de muerte recaería sobre ella en vez de sobre las personas de la casa.[5]
- el aullido del perro o del zorro, que también recuerdan a los lamentos del luto. Si se escuchaba aullar a un zorro por la noche, se consideraba que pronto moriría alguno de los vecinos de la aldea.[6]
- la presencia de mariposas de color blanco por la noche volando alrededor de la casa de alguien. Había creencias de que estas mariposas eran las propias almas de los difuntos visitando desde el otro mundo.

Una vez recibidos los augurios, y cuando la enfermedad de uno de los familiares se encontraba más allá de cualquier posibilidad de mejora, la familia empezaba a prepararse para el fallecimiento. Era necesario avisar al abad de la parroquia para que le concediera la extremaunción y comenzar los preparativos del entierro. También se avisaba a familiares y amigos que vivían en aldeas más lejanas, y se limpiaba y preparaba la casa para recibirlos.
Finalmente, se colocaban diferentes objetos de carácter religioso alrededor del moribundo para ayudarle a ben morrer ("morir bien"). Entre estos objetos encontrábamos crucifijos, estampas, escapularios y cirios encendidos (con especial preferencia los que fueron bendecidos el Jueves Santo o el día de la Candelaria). También se le vestía con ropajes religiosos, habitualmente con un hábito de San Francisco cuando se trataba de un hombre, y con un manto de la Virgen cuando se trataba de una mujer. El párroco le entregaba el viático (es decir, las provisiones que se dan a alguien que parte en un viaje) y le concedía la extremaunción. 
En municipios como el de Moraña, en Pontevedra, se creía que cuando la agonía se prolongaba durante mucho tiempo era porque el moribundo tenía una deuda pendiente con alguna persona, y que cuando esa persona iba finalmente a verle, la muerte se producía no mucho después.

## Fallecimiento
Era muy poco frecuente la presencia de médicos en el momento del fallecimiento, así que la declaración de la muerte del moribundo debía hacerse por métodos empíricos como la observación de la respiración, el frío propio de la muerte y, a veces, colocando un espejo o un cuchillo para comprobar si todavía se producía aliento. Confirmada la muerte, se procedía a preparar el cuerpo para su velatorio.
Lo primero que se hacía tras el fallecimiento era cerrar los ojos del difunto, porque se creía que si quedaban abiertos estaban "llamando" a otra persona para que le acompañase en su viaje al otro mundo. También había que cerrarle la boca, atando la barbilla con una cinta o un paño. Una vez la rigidez se apropiase del cadáver, se procedía a retirar el paño en un proceso que llamaban "desempanicar". A continuación se lavaba el cuerpo (y en el caso de los hombres, también se afeitaba la cara).
Era necesario, además, preparar la casa para la visita de los familiares y vecinos. Normalmente, el cuerpo se exponía en el dormitorio o, a veces, en la habitación más grande de la casa. Entre otras costumbres, se solía echar sal por el suelo de la habitación donde estuviese el cuerpo para alejar al demonio, colocar un caldero con agua bendita al lado del cuerpo o poner una rama de laurel sobre el difunto. Todas estas costumbres eran supersticiones que se realizaban para alejar al mal de la casa, ya que podía sentirse atraído por la presencia de un cadáver.
Mientras algunos miembros de la familia se encargaban de preparar la casa, otros se dedicaban a dar el anuncio a la comunidad del fallecido (es decir, los vecinos de la parroquia). Esta comunicación podía ser de puerta en puerta en aldeas pequeñas, o se podía hacer uso de las campanas de la iglesia en pueblos más grandes. Cuando las campanas tocan a morto ("tocan a muerto"), el número y ritmo de las campanadas proporcionan información sobre la persona fallecida, informado por ejemplo de su sexo o de su edad.

## Velatorio
A medida que los familiares, amigos y vecinos iban llegando a la casa del difunto, ya colocado sobre la cama o en su ataúd, para despedirse de él, se iban dedicando breves momentos de silencio y dolor, muestras de cariño y recuerdos del difunto. Las mujeres acostumbraban a permanecer junto al cuerpo rezando rosarios, y los hombres se retiraban a otra habitación a charlar de temas más livianos para aliviar el dolor y adormecer la angustia ante la muerte; se acababa hablando del tiempo, de los trabajos de campo y otros temas relacionados con su día a día. También era habitual que, a las pocas horas, se empezasen a compartir bebidas, como vino o aguardiente, y a realizar diferentes juegos de cartas o de otros tipos. Hasta principios del siglo XX, estos juegos podían llegar a incluir al difunto, obligando a alguien a quitar alguna prenda del cuerpo o, a aquellos que perdieran a las cartas, obligarles a tocar o besar al fallecido.
Alfredo Brañas habló, en el año 1884, de una danza fúnebre que se llevaba a cabo en este momento del duelo en algunas aldeas gallegas, conocida como abellón. Los distintos familiares y amigos debían darse la mano y dar vueltas alrededor del lecho del difunto mientras imitaban el zumbido de un abejorro. Una superstición relacionada con esta danza es la de que, si por algún motivo alguien la interrumpía, sería el primero de los presentes en morir. Podemos encontrar precedentes de este ritual en los tímpanos de algunas iglesias románicas, en los que se representa "la danza de la muerte": un esqueleto toca un instrumento mientras dos o más personas danzan a su alrededor.

## Entierro
El día del entierro, el cadáver era retirado de la casa a hombros de los hombres de la familia, dentro de la caja, que habitualmente estaba cerrada. Se le sacaba siempre con los pies por delante y a través de la puerta principal. Si el fallecido era un niño, la caja era blanca (símbolo de pureza) y se colocaban flores sobre ella; si el fallecido era adulto, la caja era negra o se la cubría de paños negros. Cuando el muerto era el cabeza de familia, era costumbre sacar con él al ganado porque se creía que el fallecido podía levar mau del ("controlarlo"). 
El orden de la comitiva que acompañaba al difunto era el siguiente: primero un joven tocando una campanilla, después el sacristán con la cruz de la parroquia, seguido del ataúd cargado por cuatro hombres, que se iban cambiando cada poco rato. Detrás del ataúd iba el cura y, finalmente, la familia, amigos y vecinos. Si se sacaba, era el ganado del muerto el que iba al principio de la comitiva. 

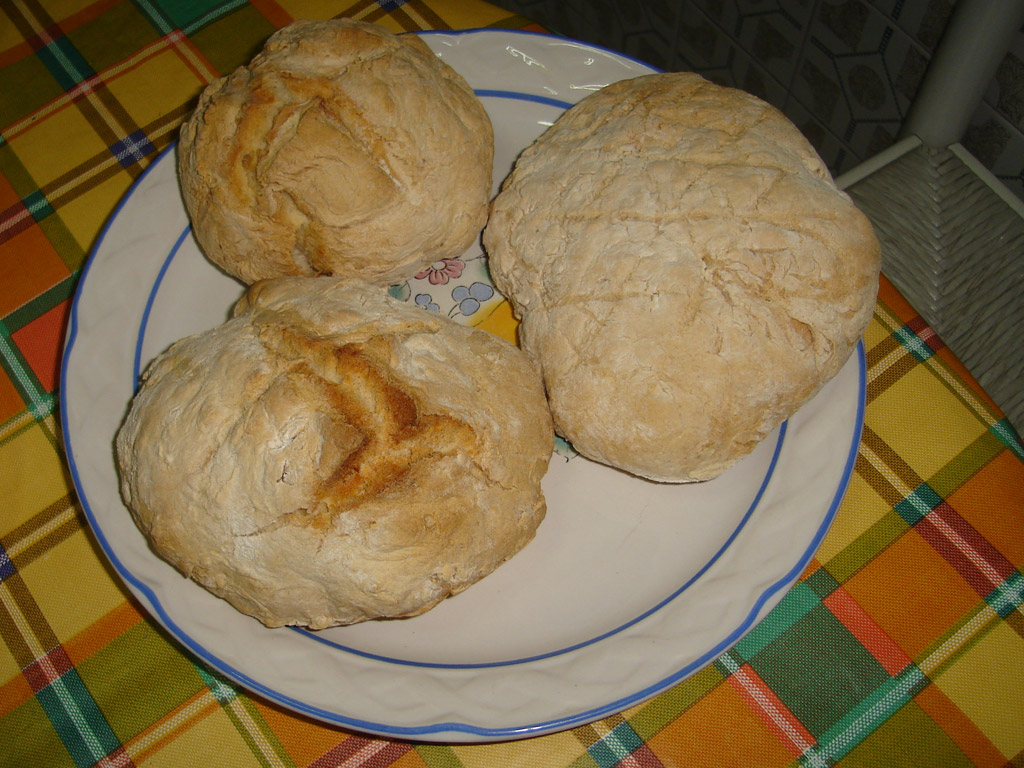
Molletes de pan gallego

Durante el camino al cementerio, las mujeres lloraban y despedían al muerto. Había mujeres, conocidas como carpideiras, choradeiras o pranxideiras, dependiendo de la zona, que eran específicamente contratadas para llorar al fallecido.
Si el fallecido era un niño, había música alegre y, cuando se trataba de una persona joven en general, la comitiva avanzaba dando tres pasos hacia adelante y dos hacia atrás, en un intento de prolongar su estancia en el mundo de los vivos.
El entierro se hacía en terreno sagrado, alrededor de la iglesia de la parroquia.  Era habitual ver que algunos familiares se echasen sobre el ataúd, como queriendo ser enterrados con el difunto, presas del sufrimiento. El arzobispo de Compostela intentó prohibir esta situación en el año 1740, ordenando a los párrocos multar a la gente que así se comportase con cuatro reales la primera vez y ocho la segunda. En caso de reincidir, no se enterraría al difunto hasta que las carpideiras se retirasen.
Al acabar el entierro, los participantes volvían a la casa del difunto, donde se repartía un mollete de pan ("pan de difunto") a cada invitado o, en otras aldeas, tan solo a los más pobres. Muchas veces se organizaba una comida fúnebre con los familiares que vivían lejos y que se veían obligados a pasar la noche allí antes de regresar a su hogar.
Había ciertas supersticiones que debían llevarse a cabo tras este evento, como la purificación de las ropas que habían llevado al entierro pasándolas por encima del fuego. Esto incluso se podía llegar a hacer con los niños de la familia, para alejar a la muerte de ellos. También, a las doce de la noche, se barría la casa doce veces para eliminar cualquier rastro del difunto.

## Lembranza
Hay muchas formas en la cultura gallega de mantener el recuerdo, o lembranza, de aquellas personas queridas que han fallecido.
Las familias creyentes pueden optar por mantener el contacto a través de la oración, rezándoles a veces para pedir ayuda o consuelo. En este contexto empezaron a aparecer los conocidos como petos de ánimas ("bolsillos de almas") en los caminos y cruceiros de toda Galicia, donde los creyentes echaban dinero para pagar las misas por las almas de los fallecidos de la parroquia.
En ciertos momentos, la lembranza está más presente que otras veces, como por ejemplo en los cabos de año o en el Día de los Difuntos. Otra fecha habitual en la que recordar a los fallecidos es en Navidad.
El día 2 de noviembre, día de los fieles difuntos, daba en Galicia nombre al propio mes, al que llamaban el mes dos mortos ("mes de los muertos"). Este día constituye una fecha muy importante en el calendario litúrgico gallego. Los cementerios se llenan de familiares que van a limpiar y decorar la losa o nicho, y a rezar a su lado. 

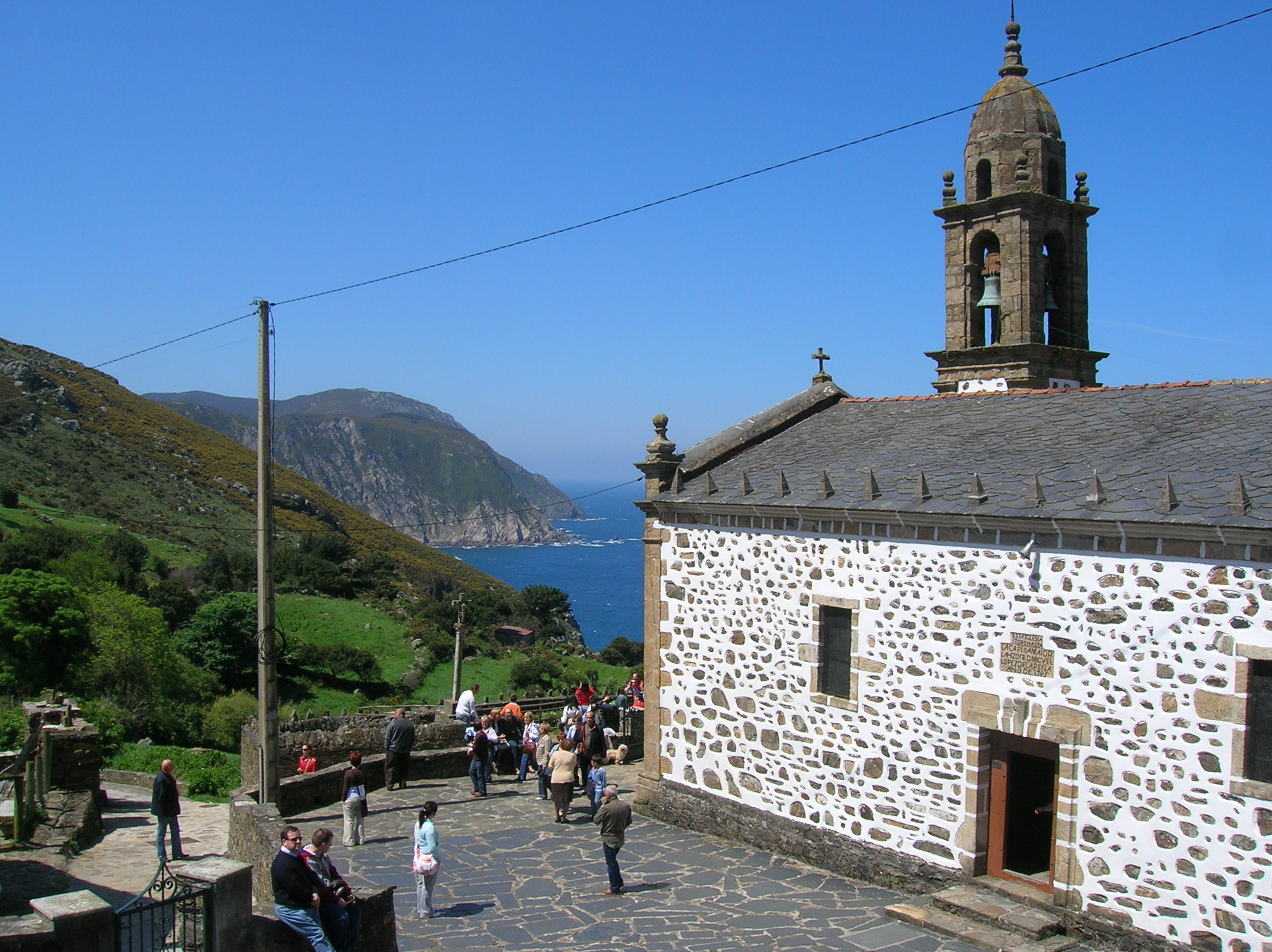
Santuario de San Andrés de Teixido

En Nochebuena y en Navidad se solía colocar un juego de cubiertos más para las almas que pudiesen venir del más allá (familiares fallecidos o cualquier otra alma en transcurso a la otra vida), o se dejaba la mesa sin recoger durante un tiempo para que tuviesen la comida a su alcance. Se limpiaba la chimenea de la cocina, con especial cuidado de que no cayese ceniza, y se dejaba un leño ardiendo para que las almas se pudiesen calentar, lo que los gallegos llamaban tizón de Nadal  ("tronco de Navidad"), una costumbre que, en algunas zonas de Galicia como la de Tuy, también se llevaba a cabo en el día de los Difuntos.
En el imaginario popular no se ponía en duda la posibilidad de que las almas de los muertos que todavía tenían algo pendiente o alguna pena que expiar seguían presentes entre los vivos. Se creía que algunas almas buscan ayuda para restaurar algún daño que causaran en vida, o para insistir ante sus familiares que cumplan las demandas que dejaron antes de morir. 
Una leyenda popular en Galicia es la de San Andrés de Teixido, de donde se dice que todo el mundo irá de morto se non foi de vivo ("irá una vez muerto si no fue estando vivo"), creando una imagen de almas peregrinando al santuario que allí se encuentra, como espíritus o incluso reencarnadas en animales. Ante esta última creencia, se advierte a toda persona que allí va que si se encuentra con una cobra o un lagarto en el camino al monasterio no le debe hacer ningún daño, porque se trata de un alma en su peregrinación final.